# NDUFAF4
NDUFAF4 (англ. NADH:ubiquinone oxidoreductase complex assembly factor 4) – білок, який кодується однойменним геном, розташованим у людей на короткому плечі 6-ї хромосоми. Довжина поліпептидного ланцюга білка становить 175 амінокислот, а молекулярна маса — 20 266.
| 10         |  | 20         |  | 30         |  | 40         |  | 50         |
| ---------- |  | ---------- |  | ---------- |  | ---------- |  | ---------- |
| MGALVIRGIR |  | NFNLENRAER |  | EISKMKPSVA |  | PRHPSTNSLL |  | REQISLYPEV |
| KGEIARKDEK |  | LLSFLKDVYV |  | DSKDPVSSLQ |  | VKAAETCQEP |  | KEFRLPKDHH |
| FDMINIKSIP |  | KGKISIVEAL |  | TLLNNHKLFP |  | ETWTAEKIMQ |  | EYQLEQKDVN |
| SLLKYFVTFE |  | VEIFPPEDKK |  | AIRSK      |  |            |  |            |

A: Аланін

C: Цистеїн

D: Аспарагінова кислота

E: Глутамінова кислота

F: Фенілаланін

G: Гліцин

H: Гістидин

I: Ізолейцин

K: Лізин

L: Лейцин

M: Метіонін

N: Аспарагін

P: Пролін

Q: Глутамін

R: Аргінін

S: Серин

T: Треонін

V: Валін

W: Триптофан

Кодований геном білок за функцією належить до фосфопротеїнів. 
Білок має сайт для зв'язування з молекулою кальмодуліну. 
Локалізований у мембрані, мітохондрії.